# Siervas del Santo Niño Jesús
La Congregación de las Siervas del Santo Niño Jesús (oficialmente en inglés: Congregation of the Handmaids of the Holy Child Jesus) es una congregación religiosa católica femenina de derecho pontificio fundada por el obispo James Moynagh y la religiosa Magdalena Walker el 19 de junio de 1937 en Ikot Ekpene (Nigeria). A las religiosas de este instituto se les conoce como Siervas del Santo Niño Jesús de Nigeria, o simplemente Siervas del Santo Niño Jesús, y posponen a sus nombres las siglas H.H.C.J

## Historia
El obispo James Moynagh, de la Sociedad de San Patricio, siendo prefecto apostólico de Calabar (Nigeria), organizó un grupo de jóvenes nativas en Ikot Ekpene, para dar inicio a una comunidad de religiosas a las obras de caridad en la iglesia local. A la cabeza del grupo estaba Magdalena Walker, considerada cofundadora de la congregación. El instituto dio inicio el 19 de junio de 1937, convirtiéndose así en la primera congregación religiosa católica fundada en Nigeria.
Las religiosas no se dieron a la expansión hasta que no estuvieran bien constituidas. Para ello, recibieron la ayuda de la Sociedad del Santo Niño de Jesús, a la cual estuvieron unidas hasta que en 1940 las primeras religiosas profesaron sus primeros votos, entre ellas la fundadora. El nuevo instituto pasó a llamarse: Siervas del Santo Niño Jesús.
Las congregación recibió la aprobación diocesana, del obispo de la recién creada diócesis de Calabar, el 13 de junio de 1950. Con el decreto pontificio del papa Pablo VI, del 20 de febrero de 1971, se convirtió en una congregación religiosa de derecho pontificio. Las Siervas han contribuida de manera especial al desarrollo de las comunidades indígenas de Nigeria, no solo por la trasmisión de la fe cristiana sino además, por el papel que han desempeñado en la educación de los niños y de las mujeres de las regiones más desfavorecidas en Nigeria.

## Organización
La Congregación de las Siervas del Santo Niño Jesús es un instituto religioso centralizado, cuyo gobierno lo ejerce la superiora general y su consejo. La sede central se encuentra en Ikot Ekpene (Nigeria). Las siervas se dedican a la pastoral educativa y misionera, especialmente en la instrucción cristiana de los niños, en sus escuelas o en la catequesis. Se identifican por un hábito compuesto por una túnica y un velo, que varía de color según la región donde se encuentren: blanco, azul o gris.
En 2015, el instituto contaba con unas 915 religiosas en 150 casas, presentes en Alemania, Camerún, Canadá, Estados Unidos, Ghana, Italia, Kenia, Nigeria, Reino Unido, Sierra Leona y Togo. La congregación está dividida en cuatro provincias (Tres en Nigeria y una en Ghana, una región (Kenia) y cinco misiones.